# Белов, Владимир Анатольевич
Владимир Анатольевич Белов (род. 9 ноября 1953 года) — советский самбист, чемпион и призёр чемпионатов СССР, призёр чемпионата мира, Мастер спорта СССР международного класса.

## Карьера
Воспитанник ДЮСШ ПО «Химпром». 
Чемпион СССР (1978, 1982), шестикратный обладатель Кубка СССР (1977, 1979, 1981, 1982, 1983, 1984), победитель VIII Спартакиады народов СССР (1983), серебряный призер чемпионата мира (1982).
Мастер спорта СССР международного класса по борьбе самбо (1978).
Заслуженный работник физической культуры и спорта Чувашской АССР (1983). 
В 1981 году окончил Чувашский сельскохозяйственный институт (1981 год).